# Conferència Internacional de Comunicacions i Trànsit
La Conferència Internacional organitzada per la Societat de Nacions tingué lloc a Barcelona del 10 de març al 20 d'abril de 1921.
Fou la primera conferència internacional organitzada per la Societat de Nacions, nascuda dels Tractats de Pau de París de 1919. Aquests preveien, en el seu articulat, el desenvolupament d'un règim internacional per facilitar les comunicacions internacionals i alhora el comerç internacional, motiu pel qual es dugué a terme la Conferència.
De la mateixa en resultaren els següents tractats i instruments internacionals:
- Convenció i Estatut sobre la Llibertat de Trànsit[2]
- Convenció i Estatut sobre el Règim de les Vies Navegables d'Interès Internacional[3]
- Declaració sobre el dret dels estats sense litoral a pavelló marítim[4]
- Recomanacions relatives a les vies de tren de caràcter internacional
- Recomanacions relatives als Ports sota règim internacional.

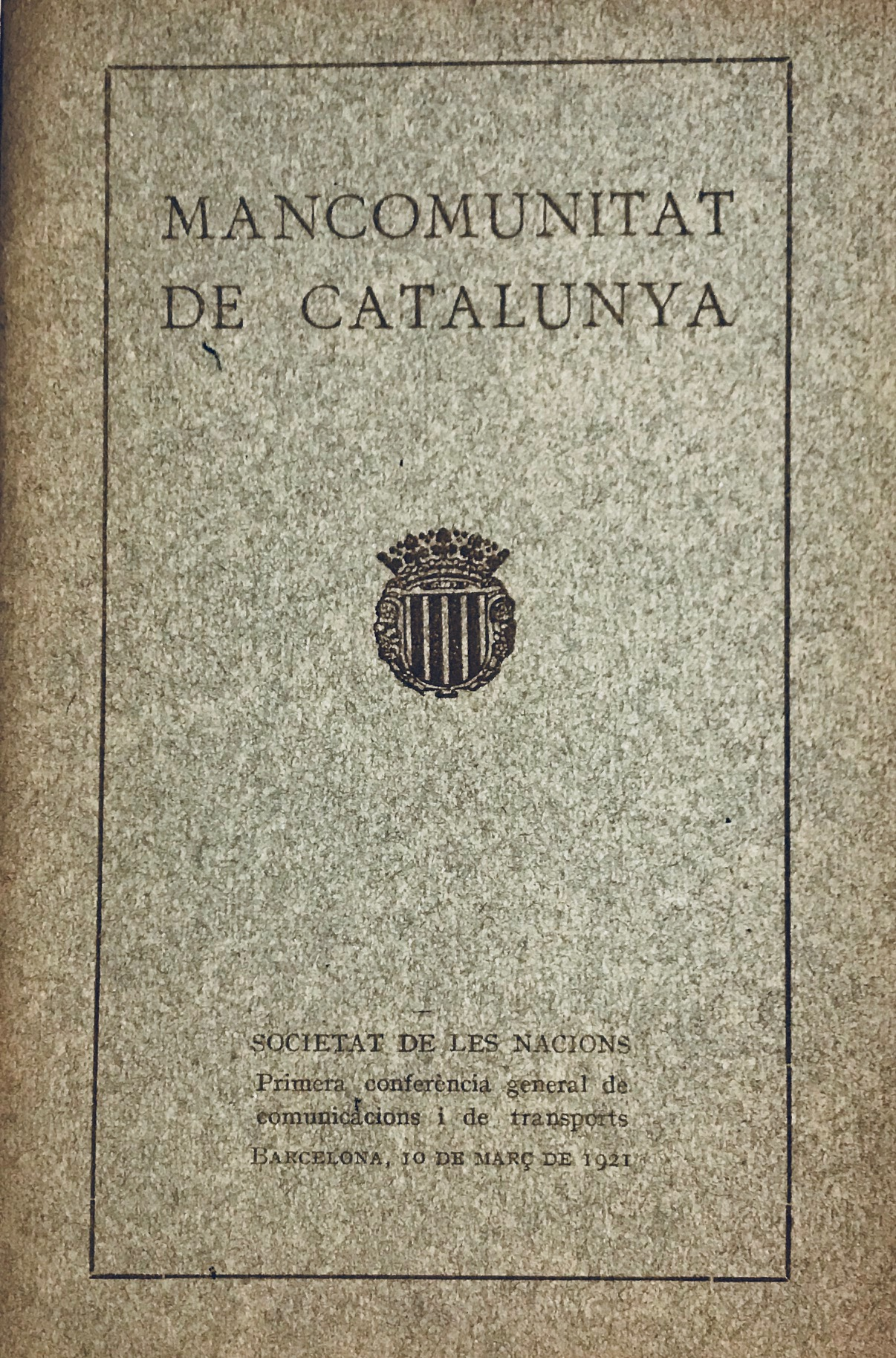
Fulletó distribuït per la Mancomunitat de Catalunya a tots els delegats a la conferència, amb informacions de caràcter pràctic

Els originals d'aquests instruments, dels que n'és dipositari el secretari general de Nacions Unides, es troben actualment custodiats a l'Arxiu de la Societat de Nacions, al Palau de les Nacions, a Ginebra.
Tingué com a seu de les seves sessions plenàries el Saló de Cent de l'Ajuntament de Barcelona; ara bé, el cor de la Conferència, és a dir, les sessions en comissions, grups de treball, així com els despatxos de la presidència i la secretaria, la reproducció i distribució de documents, entre d'altres, es dugué a terme al Palau de la Generalitat, gran part del qual havia estat cedit per aquest motiu pel president de la Mancomunitat de Catalunya, Josep Puig i Cadafalch.
Aquesta cimera mobilitzà unes quatre-centres persones entre diplomàtics, experts, funcionaris de la Societat de Nacions i periodistes; així com personal de la Mancomunitat, de l'Ajuntament de Barcelona i del Ministerio de Estado que es van posar a disposició de la celebració d'aquest encontre internacional. La conferència fou presidida per l'historiador i home d'estat francès Gabriel Hanotaux i hi participaren, entre d'altres, personatges com Jean Monnet, aleshores sots-secretari general de la Societat de Nacions, el jurista Sir Cecil Hurst, o els ministres de transports o obres públiques de França, Yves Le Troquer, Itàlia, Camillo Peano, o el de Bèlgica, Xavier Neujean. El periodista català, Eugeni Xammar, que aleshores treballava per la Secció d'Informació de la Societat de Nacions, fou un dels responsables de l'organització d'aquesta conferència; en la que debutà també un jove Salvador de Madariaga.
Herència directa d'aquest esdeveniment és l'important Fons de la Societat de Nacions que té la Biblioteca de Catalunya.
El 16 de febrer de 2021, per acord del Govern de la Generalitat, es va acordar celebrar-ne el seu centenari com una de les commemoracions institucionals de la Generalitat per l'any 2021.